# Reducte Dagobert
El Reducte Dagobert, és una fortificació militar de vigilància d'època moderna del terme comunal de la Llaguna, a la comarca del Conflent (Catalunya del Nord).
Està situat a prop de l'extrem sud-est del terme de la Llaguna, situat en una petita altitud que connecta visualment amb la fortificació de Montlluís i n'amplia la perspectiva cap a la Cerdanya. És a 1.600 metres de la fortalesa, i fou construït el 1793.
En molt mal estat per l'abandonament, el pas dels anys i els treballs forestals del seu entorn, encara s'hi reconeix en part una superfície quadrada o poligonal, protegida per un fossar, en part conservat.